# バンジャル
バンジャルはインドネシアのジャワ島の西ジャワ州東部に有る小規模の独立市である。中部ジャワ州と接している。バンジャル・パトゥロマンやパタルマンとも呼ばれる。

## 列車
バンジャルとシジュランの間の82.385kmを結ぶ寝台列車からは、美しい丘陵やパンガンダラン海が見られる。途中インドネシア最長のウィルヘミナ・トンネル(1116m)や、同じく最長で地上100mに架かるシカセピトゥ橋(1250m)を通る。パンガンダラン駅とシジュラン駅は初代の建物を使っている。